# Salvador Giménez Valls
Salvador Giménez Valls (Muro de Alcoy, Alicante, 31 de mayo de 1948) es un obispo católico español. Ha sido obispo auxiliar de Valencia (2005-2009), obispo de Menorca (2009-2015) y obispo de Lérida (2015-2025).

## Biografía

### Formación religiosa y ordenación
Nacido en el municipio alicantino de Muro de Alcoy, el 31 de mayo de 1948. Tras finalizar sus estudios primarios y secundarios, descubrió su vocación religiosa y entró en el Seminario Metropolitano de Valencia y durante esa época también pasó a ser Bachiller en Teología por la Universidad Pontificia de Salamanca.
El día 9 de junio de 1973, fue ordenado sacerdote para la Archidiócesis de Valencia por el entonces arzobispo metropolitano José María García Lahiguera. Tras su ordenación sacerdotal siguió estudiando, llegando a licenciarse por la Universidad Literaria de Valencia en Filosofía y Letras, con especialización en Historia.

### Actividad pastoral en la Comunidad Valenciana
Una vez terminados sus estudios superiores en 1973, inició su ministerio sacerdotal como párroco de la Iglesia de Santiago Apóstol de Alborache. Tras ser ordenado sacerdote, ejerció diversos cargos en parroquias, seminarios y centros de estudios de toda la región valenciana. En 1977 fue nombrado Director del Colegio "Claret" de Játiva, hasta 1980 que pasó a ser el Rector del Seminario menor de Valencia en Moncada. En 1982 fue Jefe de estudios de la Escuela Universitaria de Magisterio “Edetania” de Godella y a su misma vez desde 1987 fue director de la Sección de Enseñanza Religiosa de la Comisión Episcopal de Enseñanza y Catequesis de la Conferencia Episcopal Española (CEE). En 1989 fue destinado como párroco de la Iglesia de San Mauro y San Francisco de Alcoy, siendo a la vez desde 1993 arcipreste del Arciprestazgo Virgen de los Lirios y San Jorge de dicho municipio. Desde ese último año fue vicario episcopal de la Vicaría II Valencia Centro y Suroeste y un año más tarde, también pasó a ser en dentro del Secretariado de la Conferencia Episcopal, miembro del Colegio de Consultores.

### Cargos en el episcopado español
El día 11 de mayo de 2005, el papa Benedicto XVI lo nombró Obispo de la diócesis titular de Abla y obispo auxiliar de la Archidiócesis de Valencia. Recibió la consagración episcopal el día 2 de julio del mismo año, en la Catedral de Santa María de Valencia, a manos del entonces arzobispo Agustín García-Gasco y teniendo como co-consagrantes al entonces Arzobispo de Barcelona y cardenal Ricard Maria Carles y al Arzobispo de Tarragona Jaume Pujol Balcells.
Años más tarde el día 21 de mayo de 2009, el papa Benedicto XVI lo nombró en sucesión de Juan Piris, como Obispo de la Diócesis de Menorca. Y en 2014, fue a su vez miembro de la Comisión Episcopal de Medios de Comunicación Social en la CEEE.
Desde el 28 de julio de 2015, tras ser nombrado por el papa Francisco, es el Obispo de la Diócesis de Lérida, en sucesión nuevamente de Juan Piris. Tomó oficialmente posesión del cargo el día 20 de septiembre, en una misa especial celebrada en la Catedral Nueva de Lérida.
El 21 de mayo de 2025 fue aceptada su renuncia al gobierno pastoral de la diócesis de Lérida, por límite de edad, permaneciendo como administrador apostólico sede vacante hasta el 19 de julio.
Desde noviembre de 2015 es presidente del Secretariado Interdiocesano de Medios de Comunicación Social (SIMCOS) y desde julio de 2022, presidente del Secretariado Interdiocesano de Custodia y Promoción del Arte Sagrado (SICPAS).
En la Conferencia Episcopal Española es miembro de la Comisión Episcopal para las Comunicaciones Sociales desde marzo de 2020. Ha sido miembro de las Comisiones Episcopales de Medios de Comunicación Social (2014-2020) y de Enseñanza y Catequesis (2005-2014).

#### Polémica con el catalán en el litigio de los bienes de la Franja
En el litigio que la Diócesis de Lérida mantiene con la de Barbastro-Monzón en relación con 111 obras de arte, conocido como el litigio de los bienes de la Franja, Giménez Valls solicitó a través del abogado de la Diócesis ilerdensis, que los tribunales de Huesca celebren el juicio en catalán y no se traduzca al castellano la documentación aportada a la causa que está escrita en catalán. Además de quejarse del empleo de Lérida en lugar de Lleida.